# Partenza
《partenza》(일본어: パルテンツァ 파루텐쟈[*])는 Buono!의 미니 음반이다. 2011년 8월 10일 발매되었고 유통사는 Zetima다. 이 앨범에는 멤버의 솔로곡이 있다.

## 수록곡
1. partenza~Let's Go!!!~(partenza〜レッツゴー!!!〜)
(작사・작곡：NaNa★MUSiC　편곡：Sunny Boy)
2. 잡초의 노래(雑草のうた)
(작사：이와사토 유호　작곡：이노우에 신지로우　편곡：이노우에 신지로우)
11번째 싱글
3. FrankincenseΨ(フランキンセンスΨ)
(작사・작곡・편곡：BOUNCEBACK)
나츠야키 미야비 솔로곡, SI☆NA의 커버곡
4. My alright sky
(작사・작곡：하야시 요시미　편곡：야스오카 요이치로)
스즈키 아이리 솔로곡
5. 여름이니까!(夏ダカラ!)
(작사：미우라 요시코　작곡：이마이 치히로　편곡：이시자키 히카루)
12번째 싱글
6. Kia-ora Gracias 고마워(キアオラ・グラシャス・ありがと)
(작사：미우라 요시코　작곡・편곡：야기 유우이치)
츠구나가 모모코 솔로곡
7. JUICY HE@RT
(작사：오노 리쿠　작곡：HA　편곡：도이 마사오)
11번째 싱글「잡초의 노래(雑草のうた)」커플링곡
8. 1/3의 순수한 감정(1/3の純情な感情)
(작사・작곡：샴 셰이드　편곡：도이 마나오)
일본 애니메이션「바람의 검심(るろうに剣心 -明治剣客浪漫譚-)」6번째 ED곡, 샴 셰이드의 커버곡